# Brenta (Fluss)
Die Brenta ist ein 174 km langer Fluss in Norditalien. Sie entsteht südöstlich von Trient aus den sich bei Levico Terme vereinigenden Abflüssen der Seen Caldonazzo und Levico und fließt durch das Suganertal erst in östliche und dann ab Primolano in südliche Richtung. Ab hier verengt sich das Tal zum sogenannten Canale di Brenta. Bei Bassano del Grappa verlässt die Brenta die Südlichen Kalkalpen und setzt ihren Lauf durch das venezianische Tiefland der Po-Ebene fort. Zwischen Bassano und kurz vor Padua ist der natürliche Flusslauf mit ihren Mäandern und Kiesbänken in weiten Teilen erhalten.

## Beschreibung
Das Schwemmmaterial, das in die Lagune von Venedig gespült wurde, veranlasste Venedig im 16. Jahrhundert, der unteren Brenta ein neues Flussbett zu graben, das südlich von Chioggia in die Adria mündet. Das alte Flussbett wurde, mit einigen Schleusen versehen, als wichtiger Binnenwasserweg ins Landesinnere erhalten. Bereits im 17. und 18. Jahrhundert von zahlreichen Villen am Ufer begleitet, war der somit entstandene Brenta-Kanal eine frequentierte Reiseroute zwischen Padua und Venedig.
In Bassano del Grappa wird der Fluss vom Ponte Vecchio überquert, der nach den italienischen Gebirgsjägern auch Ponte degli Alpini genannt wird. Die gedeckte Holzbrücke wurde nach Plänen Palladios 1569 sowohl errichtet als auch nach Zerstörungen jeweils wieder aufgebaut.
An den Ufern der Brenta schlugen im Jahr 899 die Magyaren (Ungarn) unter Fürst Árpád die Truppen des Nationalkönigs Berengar I. von Friaul.

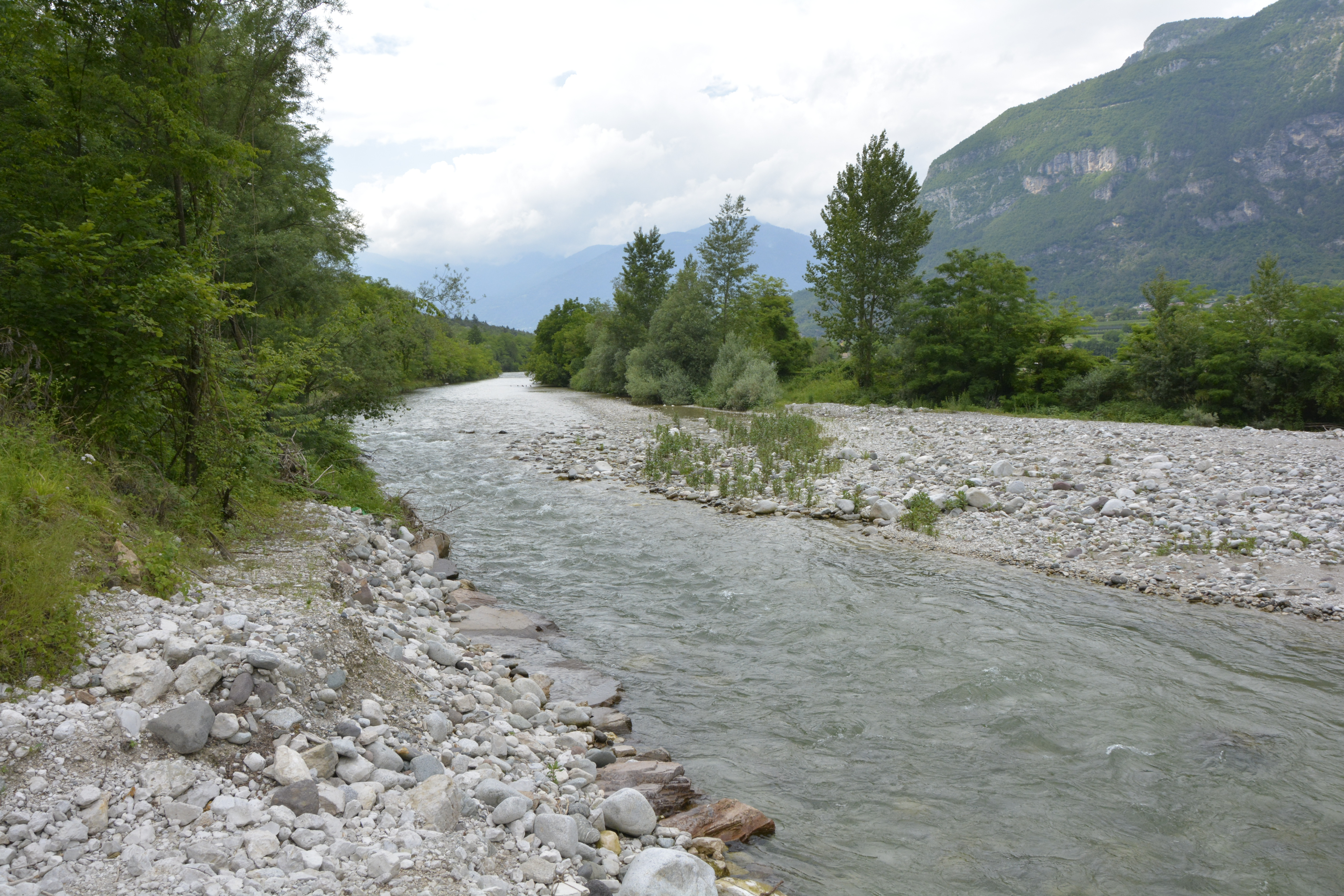
Fluss in Ospedaletto
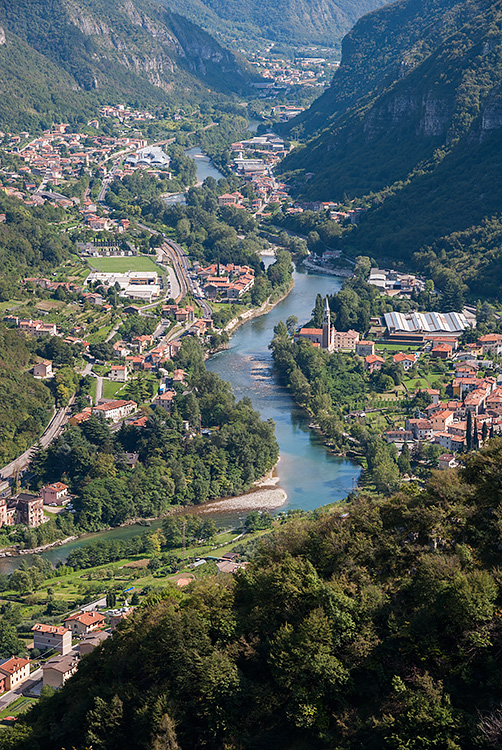
Canale di Brenta nördlich von Bassano del Grappa
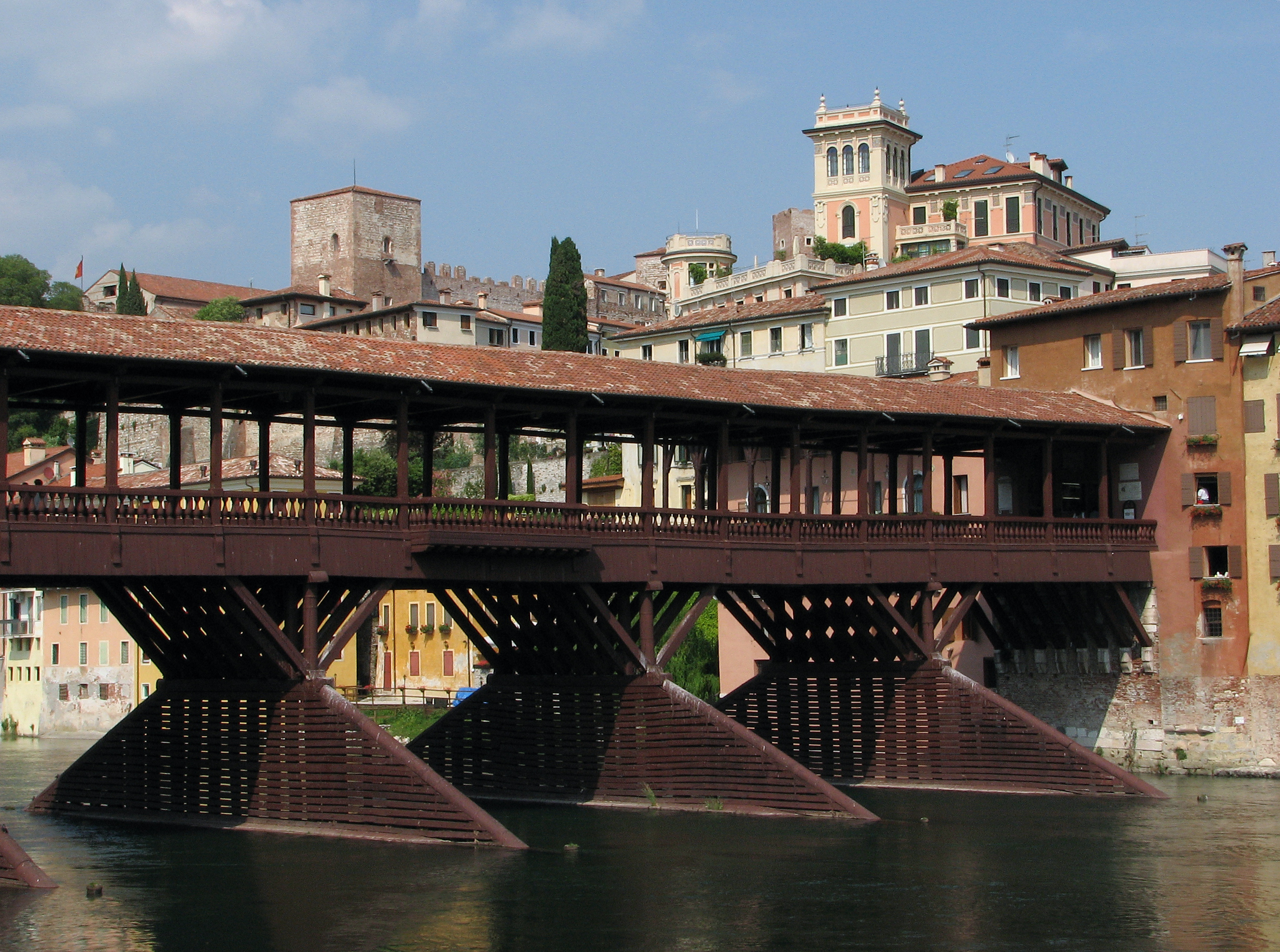
Ponte vecchio/Ponte degli Alpini in Bassano del Grappa
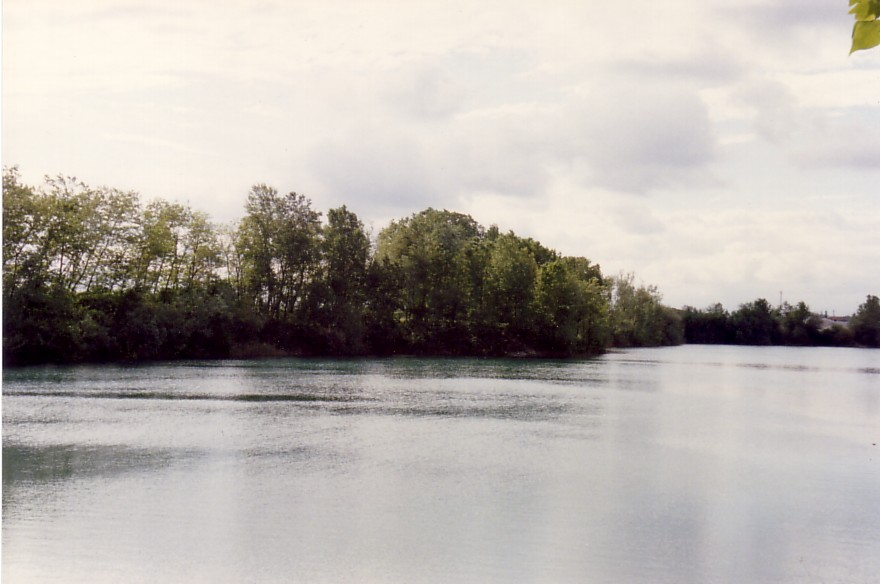
Fluss in Grantorto
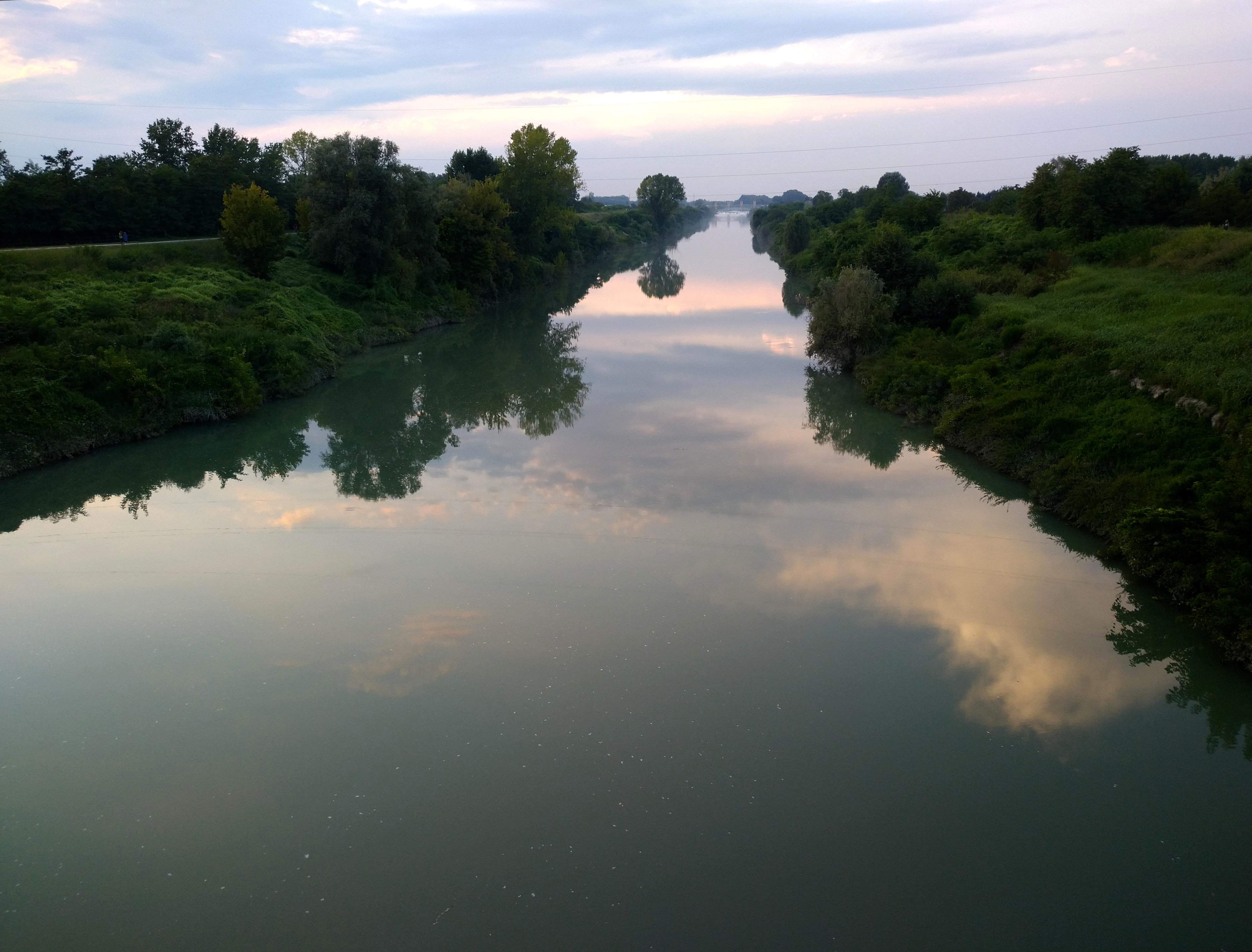
Fluss in Vigonovo
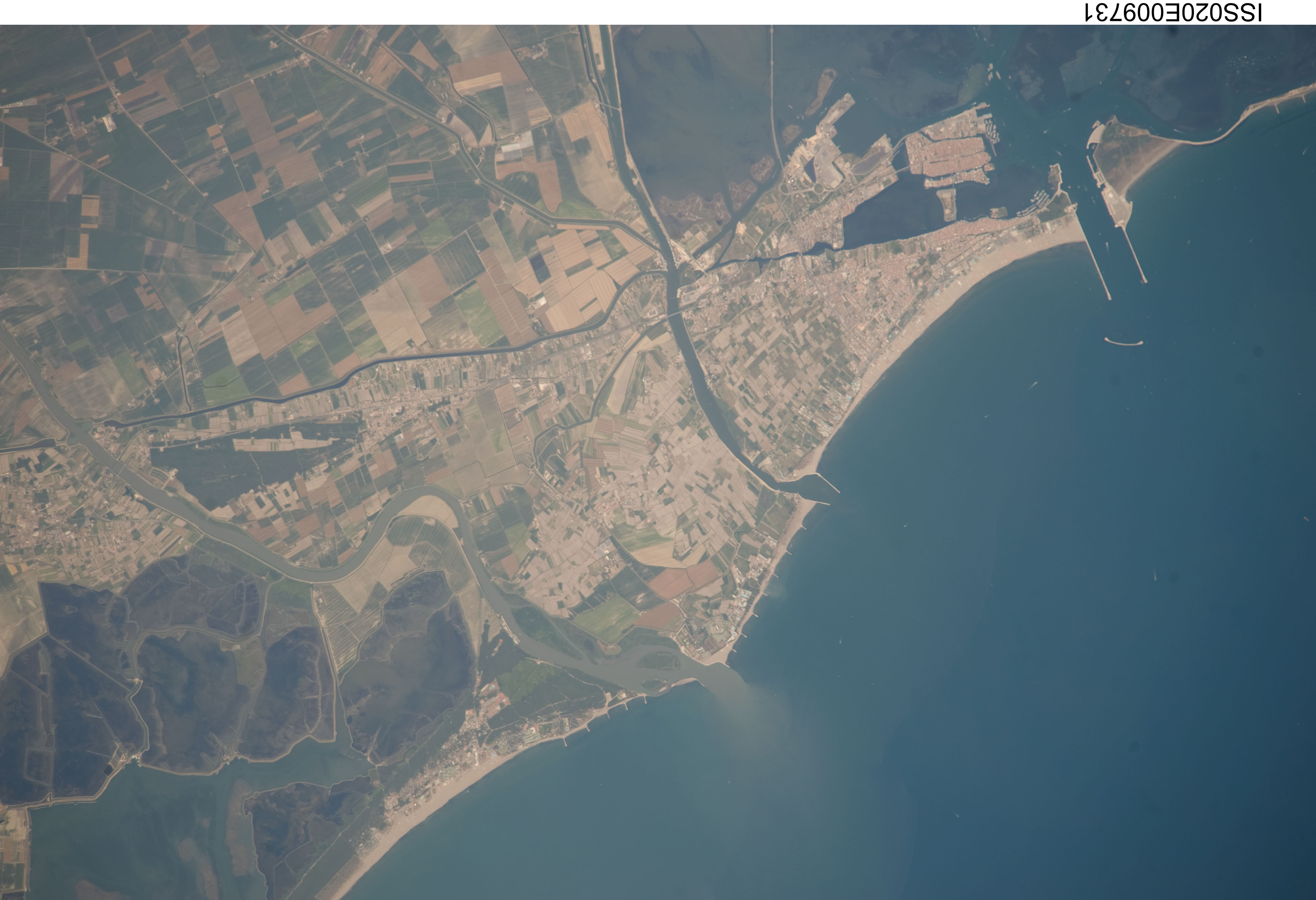
Flussmündung